# تيرليبريسين
التيرليبريسين:هو دواء يشبه الفاسوبريسين ويستخدم في المستشفيات كدواء فعال يؤثر في الأوعية الدموية ويزيد من تقبضها -تقلصها- للحد من انخفاض ضغط الدم الشديد.
وقد وجد أنه فعال عندما لا تكون هناك فعالية للنورأدرنالين في ايقاف هبوط ضغط الدم، خصوصا في حالات انخفاض ضغط الدم النجم عن الصدمة الانتانية، أو بعد حوادث السير الشديدة، وبالإضافة إلى ذلك أيضا فإنه يتم استخدامه لعلاج نزيف دوالي المريء.